# Кровное родство

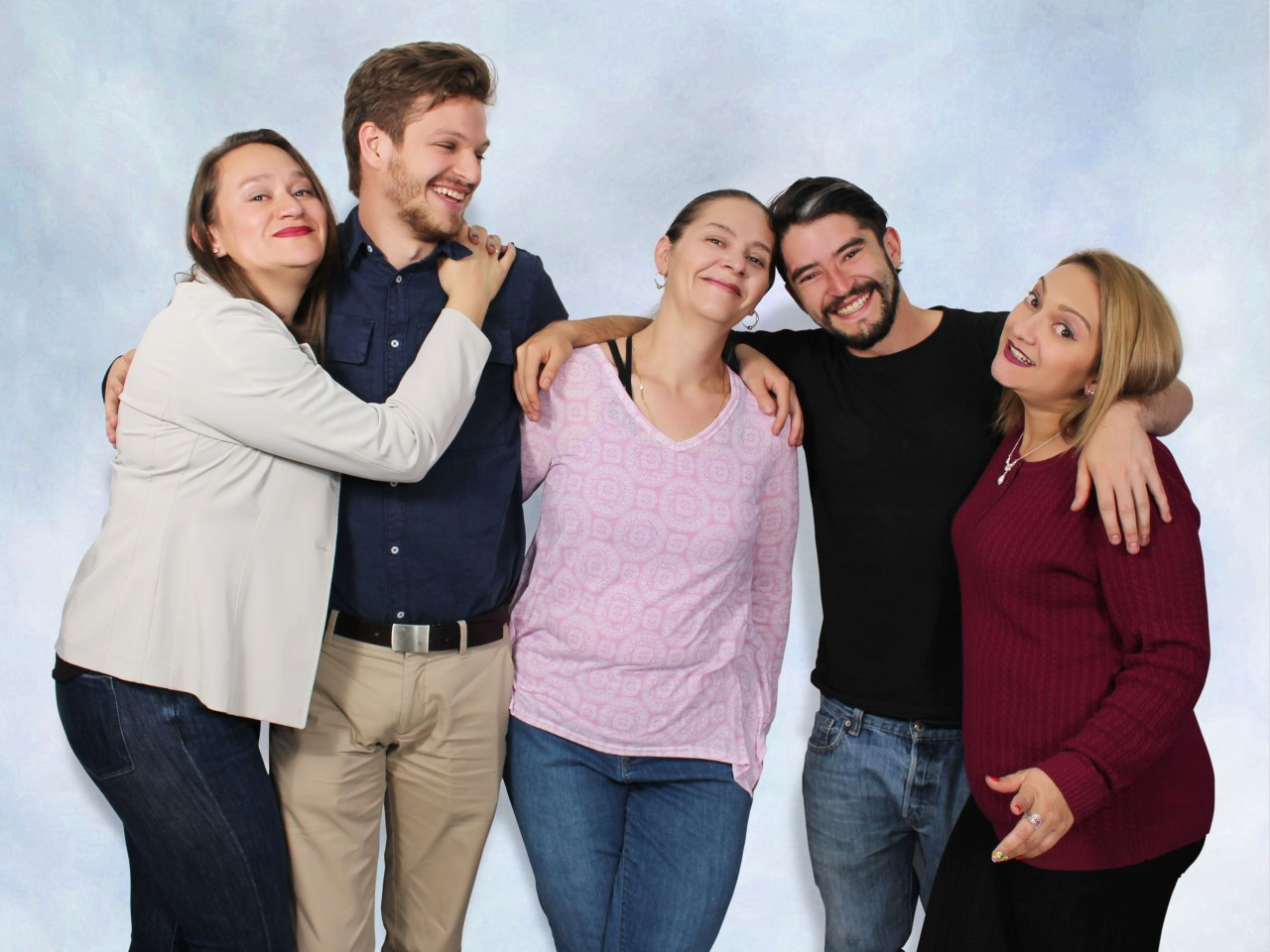

Кро́вное родство́ — родство между индивидами, основанное на биологическом происхождении друг от друга или от общего предка-родоначальника.

## Терминология
Кровное родство характеризуется близостью, выражаемой в степенях.
Степенью родства называется количество рождений, отделяющих одного кровного родственника от другого. При этом муж и жена в кровном родстве не состоят, а потому степени не имеют. Подсчëт степени производится по числу рождений от одного кровного родственника к другому по нисходящим и восходящим линиям через общего предка.
Линией называется ряд степеней, следующих непрерывно одна за другой. Различаются восходящие (от потомка к предку) и нисходящие (от предка к потомку) линии.
Коленом называется степень, которая является началом двух и более линий, носящих по отношению к колену название поколение. По отношению друг к другу поколения образуют боковые линии. Порядковые номера линий определяют, насколько далеко находится их общее колено: первая боковая линия — от отца и матери, вторая — от дедов и бабок, третья — от прадедов и прабабок и т. д.
Кровное родство имеет важное значение в религиозной практике, так как определённая степень родства может служить препятствием к проведению обрядов крещения и венчания.

### Примеры
- Нисходящая линия составляется из степеней, идущих от данного лица к его сыну или дочери, внуку или внучке, правнуку или правнучке и так далее к его потомству.
- Восходящая линия составляется из степеней, идущих от данного лица к его отцу или матери, деду или бабке, прадеду или прабабке и так далее к его предкам.

В боковой линии степени равномерно считаются по рождениям, начиная от данного лица и восходя по прямой линии к общему родоначальнику, а от него переходя по нисходящей линии к тому родственнику, степень родства которого требуется установить. Поэтому два родных брата находятся во второй степени, дядя и племянник — в третьей, двоюродные братья — в четвёртой, сын двоюродного брата — в пятой, внук двоюродного брата — в шестой и так далее.
1. Первая боковая линия исходит от первой восходящей степени, то есть от отца и матери данного лица, и идёт к его братьям и сёстрам, от них к племянникам и так далее.
2. Вторая боковая линия исходит от второй восходящей степени, то есть от двух дедов и от двух бабок, и идёт к дяде данного лица, от него к его двоюродному брату и так далее.
3. Третья боковая линия исходит от третьей восходящей степени, то есть от четырёх прадедов и четырёх прабабок, и идёт к их нисходящим.

Таким же образом определяются и другие боковые линии, исходящие от восходящих родственников.

## История
Взгляды на кровное родство восходят к системе римского права, в которой ему уделялось особое значение. Для римлян род одинаково продолжался как мужчинами, так и женщинами (в других системах возможно продолжение рода как только по отцовской, так и только по материнской линии). Важность кровного родства подчёркнуто тем, что в латинском языке существовали специальные названия для кровных родственников вплоть до шестой степени. 22 февраля кровные родственники отмечали особый праздник caristitia или cara cognatio. Одной из его традиций было примирение родственников, находящихся в ссоре.
Запрет на вступление в брак до незначительной степени родства, введенный Римско-католической церковью, был встречен жесткой критикой в хорватском обществе в 11 веке, что привело к расколу в хорватской церкви.